# پنی پکس
پنی پاکس (انگلیسی: Penny Pax)؛ (زاده ۱۸ فوریه ۱۹۸۹) نام هنری یک مدل و بازیگر پورنوگرافی آمریکایی است.

## اوایل زندگی
پکس در میامی آمریکا زاده شد و در بچگی بسیار جابجا شد. او در ساکرامنتو و هاوایی زندگی کرده‌است.